# Mira Gittner
Mira Gittner (* 12. Juni 1971 in München) ist eine deutsche Schauspielerin, Filmeditorin, Kamerafrau, Filmproduzentin und Filmregisseurin. Zudem arbeitet sie im Bereich Mediengestaltung und Graphik-Design. Sie ist unter anderem tätig für die 1998 von ihr mitgegründete Filmproduktionsfirma wtp International.

## Leben
Mira Gittner begann mit dem Schauspiel im Alter von 10 Jahren mit einer Hauptrolle für das ZDF in der Serie Anderland: Der verkaufte Geburtstag (1981, Regie: George Moorse) und hat seitdem in zahlreichen Film- und Fernsehproduktionen mitgewirkt. Nach der Schauspielschule (Neue Münchner Schauspielschule) 1990 war sie u. a. an der Bayerischen Staatsoper München als schauspielerische Solistin, in der Schauburg München, beim Welt-Theater-Projekt in Neu-Delhi oder dem Theater Institut in München engagiert.
Seit 1998 ist Mira Gittner neben der Schauspielerei auch im Bereich Bildgestaltung (Kamera, Schnitt, Fotografie und Graphik Design) und als Drehbuchautorin für die wtp international Filmproduktion tätig. 2001 drehte sie ihr Regie-Debüt mit dem Kurzfilm dann nenn es halt Liebe.
2003 war sie in der Jury des International Filmfestival for Children in Kairo.
Mira Gittner wurde vom Bayerischen Filmzentrum Geiselgasteig als Produzent des Jahres 2000 ausgezeichnet, ebenso für ihre schauspielerische Leistung in dem Psycho-Thriller Das Zimmer mit dem Best Female Actor Award 2001 beim Melbourne Underground Film Festival und für ihren Schnitt in der Satire Pentamagica mit dem Special Award For Montage in Feature Film 2003 beim Panorama International Film Festival in Thessaloniki.
Sie war mit dem Regisseur und Autor Roland Reber von 1995 bis zu dessen Tod im Jahr 2022 verheiratet.
Seit 2022 ist sie als Autorin für den wtp-verlag tätig.

## Filmografie
- 1981: Anderland: Der verkaufte Geburtstag (ZDF, Regie: George Moorse)[10]
- 1983: Rote Erde (Fernsehserie, Folgen 1 bis 3, ARD, Regie: Klaus Emmerich)[11]
- 1986: Die Katrin wird Soldat (4 Folgen, ARD, Regie: P. Deutsch)
- 1998: Der Schandfleck (ORF/BR, Regie: Julian Pölsler)[12]
- 1999: Alle meine Töchter (4 Folgen, ZDF, Regie: W. Hübner)[13]
- 1999: Eine Hand schmiert die andere (BR, Regie: Peter Fratzscher)[14]
- 2000: Das Zimmer (Regie: Roland Reber), Kamera, Schnitt, Schauspielerin[15][16]
- 2002: Pentamagica (Regie: Roland Reber) Kamera, Schnitt, Schauspielerin[17][18]
- 2003:The Dark Side of our Inner Space (Regie: Roland Reber) Kamera, Schnitt, Schauspielerin[19][20]
- 2000: Utta Danella – Der schwarze Spiegel (ARD, Regie:Rainer Boldt)[21]
- 2001: dann nenn es halt Liebe (Kurzfilm) Regie, Kamera, Schnitt[22][23]
- 2005: 24/7 The Passion of Life (Regie: Roland Reber) Kamera, Schnitt, Schauspielerin[24][25]
- 2008: Mein Traum oder Die Einsamkeit ist nie allein (Regie: Roland Reber) Kamera, Schnitt, Schauspielerin[26][27]
- 2009: Engel mit schmutzigen Flügeln (Regie: Roland Reber) Kamera, Schnitt, Schauspielerin[28][29]
- 2011: Die Wahrheit der Lüge (Regie: Roland Reber) Kamera, Schnitt[30][31]
- 2013: Illusion (Regie: Roland Reber) Kamera, Schnitt, Schauspielerin[32][33]
- 2018: Der Geschmack von Leben (Regie: Roland Reber) Co-Drehbuch, Kamera, Schnitt, Schauspielerin[34][35]
- 2018: NonnenRäp (Musikvideo, Regie: Antje Nikola Mönning) Kamera, Schnitt[36]
- 2019: Roland Rebers Todesrevue (Regie: Roland Reber) Kamera, Schnitt, Co-Drehbuch, Schauspielerin[37][38]
- 2020: Coronoia 2.0 (Doku, Kurzfilm) Schnitt, Kamera, Co-Autorin, Regie, Schauspielerin[39]
- 2020: Coronoia (Satire, Kurzfilm, Regie: wtp-kollektiv), Schnitt, Kamera, Co-Autorin, Schauspielerin[40]
- 2020: Kulturschaffende in lauter Stille (Doku), Regie/Konzeption, Kamera, Schnitt[41]
- 2021: Nippelalarm (Musikvideo, Regie: Antje Nikola Mönning), Kamera, Schnitt, Animation[42]
- 2021: Der Schatten (Musikvideo, Regie: Antje Nikola Mönning) Kamera, Schnitt[43]
- 2021: Freiheit ist nur ein kleines Boot (Musikvideo, Regie: Antje Nikola Mönning) Kamera, Schnitt[44]
- 2022: Requiem für einen kleinen Vogel (Gedicht von Roland Reber, Kurzfilm) Schnitt[45]
- 2022: Hommage Roland Reber & wtp-kollektiv (Doku) Konzeption, Schnitt[46]
- 2023: psst … Gedichte . Gedanken . Geschichten (Lesung während der Leipziger Buchmesse, Regie: wtp-kollektiv) Kamera, Schnitt, Schauspielerin[47]
- 2024: Kaffee sei Dank (Musikvideo, Regie: Antje Nikola Mönning) Kamera, Schnitt[48][49]
- 2024: Überall gibt es ein Hausen (Regie: wtp-kollektiv) Kamera, Schnitt, Drehbuch, Schauspielerin[50][51]